# Руан Пинар
Руан Пинар  (енгл. Ruan Pienaar; 10. март 1984) професионални је рагбиста и репрезентативац ЈАР, који тренутно игра за Алстер рагби. Висок 187 цм, тежак 92 кг, Пиенар је пре Алстера играо за рагби јунион тим Шаркс. За "спрингбоксе" је до сада одиграо 87 тест мечева и постигао 135 поена.